# Traffic (film)
Traffic è un film del 2000 diretto da Steven Soderbergh, vincitore di quattro Premi Oscar nel 2001.

## Trama
Tre storie legate al traffico e alla diffusione della droga tra gli Stati Uniti e il Messico costituiscono il soggetto del film, che vede un ricco cast di interpreti, tra cui Benicio del Toro, Michael Douglas, Catherine Zeta-Jones, Tomas Milian e Don Cheadle.

### Messico
Javier Rodriguez, onesto poliziotto messicano ed il suo collega Manolo Sanchez controllano la frontiera con gli Stati Uniti, cercando, attraverso i contatti con i loro informatori, di arrestare i corrieri; durante una di queste azioni riescono a sequestrare un camion pieno di cocaina ma, immediatamente dopo, vengono fermati da militari al comando del generale Salazar. Questi intende smantellare il cartello di Tijuana, al cui vertice si trova Juan Obregòn, ed, allo scopo, incarica Javier di arrestare Francisco Flores, un killer e trafficante d'armi dell'organizzazione.
Il poliziotto si reca a San Diego e riesce a catturare Flores il quale, una volta nelle mani dei militari, cede alle torture e rivela i nomi di alcuni elementi di spicco dell'organizzazione di Tijuana che vengono immediatamente arrestati. L'azione sembra andare nella direzione giusta ma Javier scopre che il generale è al soldo del cartello di Juárez, l'organizzazione rivale di quella di Tijuana. Nel frattempo Manolo, invogliato dal denaro che l'informazione può offrire, tenta di venderla alla DEA ma viene scoperto ed ucciso dai militari di Salazar.
Javier non accetta quanto accaduto e si accorda con la DEA per ottenere, in cambio delle sue informazioni, l'illuminazione pubblica per il suo povero quartiere; il segreto di Salazar viene rivelato al pubblico ed egli, dopo essere stato arrestato, viene ucciso prima che possa rivelare ulteriori informazioni ma il poliziotto riesce comunque ad ottenere quanto aveva richiesto.

### Washington
Robert Wakefield, un giudice conservatore, viene nominato capo del dipartimento anti droga del "National Drug Control" ma sua figlia Caroline, una studentessa modello, viene iniziata all'uso di sostanze stupefacenti dal suo ragazzo Seth ed entrambi, dopo che un loro amico è andato in overdose, vengono fermati dalla polizia dopo averlo abbandonato davanti ad un pronto soccorso. Il padre si rende conto che sua figlia è realmente tossicodipendente e, dopo essere tornato dal Messico per una visita informativa a Salazar, apprende dalla moglie che Caroline è fuggita dalla comunità dove doveva passare un periodo di riabilitazione ed è scomparsa dopo avere rubato i gioielli della madre.
Il giudice riesce, pedinando Seth, a ritrovarla in una squallida camera d'albergo, mentre si prostituisce per ottenere il denaro necessario all'acquisto della droga, e, dopo averla persuasa della necessità di uscire dal tunnel, e soprattutto dopo la fine dell'operazione che ha smontato l'organizzazione di Tijuana, viene riconfermato nel suo ruolo ma, nel momento in cui illustra il suo nuovo programma, si rende conto della necessità di aumentare la sua presenza in famiglia e decide di lasciare l'incarico.

### San Diego
Due agenti della DEA, Montel Gordon e Ray Castro, conducono un'indagine che porta all'arresto di Eduardo Ruiz, un narcotrafficante che, in cambio dell'immunità, decide di testimoniare contro il suo capo Carlos Ayala, il più grande distributore dei fratelli Obregòn negli Stati Uniti, che viene immediatamente arrestato; a processo iniziato la moglie rumena di Carlos, Helena, scopre la vera professione del marito e decide di assumere Flores per assassinare Ruiz: questi piazza una bomba nella macchina della polizia che dovrebbe trasportarlo ma l'attentato fallisce; vi muore però l'agente Castro mentre, contemporaneamente, il killer viene colpito a morte da un cecchino di Obregòn, che ha deciso di eliminarlo dopo avere scoperto il suo tradimento.
Helena, su suggerimento del marito, fa un accordo con Juan Obregòn, il quale perdona il debito della famiglia con l'intenzione di continuare il traffico con loro e successivamente fa avvelenare Ruiz, rendendo il processo non proseguibile; dopo il rilascio di Ayala, l'agente Gordon entra nella sua casa, e con il pretesto di insultare il signor Ruiz attacca una microspia sotto il tavolo del suo ufficio per proseguire le indagini.

## Particolarità
- Durante il film, i protagonisti di ogni episodio si incontrano casualmente con gli altri protagonisti delle altre due storie.
- Gli episodi ambientati in Messico e Washington sono rispettivamente stati virati con un giallo molto caldo e un blu intenso.

## Produzione

### Cast

#### Messico
- Benicio del Toro: Javier Rodriguez, onesto poliziotto di Tijuana, riuscirà, in un pericoloso gioco di equilibrio, a fare incriminare il generale Salazar ed a ottenere, grazie alle informazioni fornite alla DEA, una utile illuminazione per il suo disagiato quartiere.
- Jacob Vargas: Manolo Sanchez, collega di Javier, tenterà di vendere quanto sa alla DEA ma, scoperto, verrà ucciso dai soldati di Salazar.
- Marisol Padilla Sánchez: Ana Sanchez, moglie di Manolo, comprende quanto il marito sta facendo e, dopo la sua morte, non crederà alle parole di Javier, che sosteneva la buona fede di Manolo.
- Tomas Milian: generale Arturo Salazar, la sua intenzione di smantellare il cartello di Tijuana è in realtà lo strumento per lasciare mano libera al concorrente cartello di Juárez di cui è al soldo.
- Joel Torres: Porfirio Madrigal, soprannominato Scorpio, capo del cartello di Juárez
- Salma Hayek: Rosario, amante di Porfirio Madrigal.

#### Washington
- Michael Douglas: giudice Robert Wakefield, direttore del National Drug Control, vivrà all'interno della sua famiglia lo stesso dramma che intende combattere.
- Amy Irving: Barbara Wakefield, moglie del giudice.
- Erika Christensen: Caroline Wakefield, figlia del giudice, scivolerà sempre di più nella tossicodipendenza fino ad arrivare a vendersi per procurarsi la droga.
- Topher Grace: Seth Abrahams, fidanzato di Caroline, ragazzo di ottima estrazione, che contribuirà ad alimentare il problema della ragazza.
- D. W. Moffett: Jeff Sheridan, assistente del giudice, cercherà di mantenerlo nella direzione giusta ma senza fornire mai consigli veramente utili.
- James Brolin: general Ralph Landry, predecessore del giudice, uomo retto che tuttavia non ottenne risultati apprezzabili.
- Albert Finney: capo dello staff della Casa Bianca, fornirà consigli di ordine politico al giudice.

#### San Diego
- Steven Bauer: Carlos Ayala, distributore per San Diego della droga del cartello di Tijuana.
- Catherine Zeta-Jones: Helena Ayala, moglie di Carlos, superato lo choc dell'apprendere la vera vita del marito, prenderà momentaneamente il suo posto.
- Dennis Quaid: Arnie Metzger, avvocato e complice di Carlos, tenterà di prendere il suo posto, anche con Helena, finendo ucciso.
- Benjamin Bratt: Juan Obregón, capo del cartello di Tijuana.
- Clifton Collins Jr.: Francisco Flores, killer e trafficante per il cartello di Tijuana, finirà ucciso da un sicario di Juan Obregón dopo avere tentato di eliminare il testimone a carico di Carlos.
- Don Cheadle: Montel Gordon, agente della DEA, poliziotto onesto e determinato nel proseguire le indagini su Carlos anche dopo la sua assoluzione.
- Luis Guzmán: Ray Castro, agente della DEA, morirà nell'esplosione dell'auto sul quale avrebbe dovuto trovarsi il testimone di accusa di Carlos.
- Miguel Ferrer: Eduardo Ruiz, complice di Carlos, una volta arrestato farà il suo nome per ottenere l'immunità ma morirà avvelenato prima della fine del processo.
- Peter Riegert: Michael Adler, avvocato di Carlos, tenterà con successo di prolungare il processo al fine di consentire l'omicidio di Eduardo.

## Riconoscimenti
- 2001 - Premio Oscar
  - Migliore regia a Steven Soderbergh
  - Miglior attore non protagonista a Benicio del Toro
  - Migliore sceneggiatura non originale a Stephen Gaghan
  - Miglior montaggio a Stephen Mirrione
  - Candidatura al miglior film a Edward Zwick, Marshall Herskovitz e Laura Bickford
- 2001 - Golden Globe
  - Miglior attore non protagonista a Benicio del Toro
  - Migliore sceneggiatura a Stephen Gaghan
  - Candidatura al miglior film drammatico
  - Candidatura alla migliore regia a Steven Soderbergh
  - Candidatura alla miglior attrice non protagonista a Catherine Zeta-Jones
- 2001 - Premio BAFTA
  - Miglior attore non protagonista a Benicio del Toro
  - Migliore sceneggiatura non originale a Stephen Gaghan
  - Candidatura alla migliore regia a Steven Soderbergh
  - Candidatura al miglior montaggio a Stephen Mirrione
- 2001 - Saturn Award
  - Candidatura al miglior film d'azione/di avventura/thriller
- 2001 - Festival internazionale del cinema di Berlino
  - Orso d'argento per il miglior attore a Benicio del Toro
  - Candidatura Orso d'oro a Steven Soderbergh
- 2002 - Premio César
  - Candidatura al miglior film straniero a Steven Soderbergh
- 2000 - National Board of Review Award
  - Migliore regia a Steven Soderbergh
  - Migliori dieci film
- 2001 - Kansas City Film Critics Circle Award
  - Miglior film
  - Migliore regia a Steven Soderbergh
  - Miglior attore non protagonista a Benicio del Toro
- 2001 - Critics' Choice Movie Award
  - Migliore regia a Steven Soderbergh
  - Migliore sceneggiatura non originale a Stephen Gaghan
  - Candidatura al miglior film
- 2000 - Los Angeles Film Critics Association Award
  - Migliore regia a Steven Soderbergh
  - Candidatura al miglior attore non protagonista a Benicio del Toro
- 2000 - New York Film Critics Circle Award
  - Miglior film
  - Migliore regia a Steven Soderbergh
  - Miglior attore non protagonista a Benicio del Toro
  - Candidatura al miglior attore a Benicio Del Toro
- 2000 - Satellite Award
  - Miglior film drammatico
  - Migliore regia a Steven Soderbergh
  - Miglior cast
  - Candidatura al miglior attore non protagonista a Benicio del Toro
  - Candidatura alla migliore sceneggiatura non originale a Stephen Gaghan
  - Candidatura alla migliore fotografia a Steven Soderbergh
  - Candidatura alla migliore scenografia a Keith P. Cunningham
  - Candidatura al miglior montaggio a Stephen Mirrione
  - Candidatura alla miglior colonna sonora a Cliff Martinez
- 2001 - Screen Actors Guild Award
  - Miglior cast
  - Miglior attore protagonista a Benicio del Toro
- 2001 - Nastro d'argento
  - Candidatura Regista del miglior film straniero a Steven Soderbergh
- 2001 - MTV Movie Award
  - Miglior performance rivelazione femminile a Erika Christensen
- 2001 - Chicago Film Critics Association Award
  - Migliore regia a Steven Soderbergh
  - Miglior attore non protagonista a Benicio Del Toro
  - Candidatura al miglior film
  - Candidatura alla miglior attrice non protagonista a Catherine Zeta-Jones
  - Candidatura alla migliore sceneggiatura non originale a Stephen Gaghan
  - Candidatura alla migliore fotografia a Steven Soderbergh
- 2002 - Empire Award
  - Candidatura alla migliore regia a Steven Soderbergh
  - Candidatura al miglior attore a Benicio Del Toro
  - Candidatura alla migliore attrice britannica a Catherine Zeta-Jones
- 2000 - Las Vegas Film Critics Society Award
  - Migliore regia a Steven Soderbergh
  - Miglior attore non protagonista a Benicio Del Toro
  - Candidatura al miglior attore a Michael Douglas
  - Candidatura alla migliore sceneggiatura a Stephen Gaghan
  - Candidatura al miglior montaggio a Stephen Mirrione
- 2001 - Southeastern Film Critics Association Award
  - Migliore regia a Steven Soderbergh
  - Miglior attore non protagonista a Benicio Del Toro
  - Migliore sceneggiatura non originale a Stephen Gaghan
- 2001 - ALMA Award
  - Miglior film
  - Miglior cast latino
  - Candidatura alla miglior soundtrack
- 2001 - Amanda Award
  - Candidatura al miglior film straniero a Steven Soderbergh
- 2001 - BMI Film & TV Award
  - Miglior colonna sonora a Cliff Martinez
- 2001 - Black Reel Award
  - Miglior attore non protagonista a Don Cheadle
- 2001 - American Cinema Editors
  - Candidatura al miglior montaggio a Stephen Mirrione
- 2001 - Blockbuster Entertainment Award
  - Miglior attore non protagonista a Benicio Del Toro
  - Candidatura al miglior attore a Michael Douglas
  - Candidatura alla miglior attrice non protagonista a Catherine Zeta-Jones
- 2001 - Bogey Award
  - Bogey Award
- 2001 - British Society of Cinematographers
  - Candidatura alla migliore fotografia a Steven Soderbergh
- 2001 - Casting Society of America
  - Miglior casting a Debra Zane
- 2001 - Dallas-Fort Worth Film Critics Association Award
  - Miglior film
  - Migliore regia a Steven Soderbergh
  - Candidatura al miglior attore non protagonista a Benicio Del Toro
  - Candidatura al miglior attrice non protagonista a Catherine Zeta-Jones
- 2001 - Edgar Award
  - Miglior film
- 2001 - Costume Designers Guild Award
  - Candidatura ai migliori costumi a Louise Frogley
- 2002 - Film Critics Circle of Australia Award
  - Miglior film straniero
- 2002 - Bodil Award
  - Candidatura al miglior film a Steven Soderbergh
- 2001 - Chlotrudis Award
  - Miglior attore non protagonista a Benicio Del Toro
  - Candidatura al miglior film
  - Candidatura alla migliore regia a Steven Soderbergh
  - Candidatura al miglior cast
  - Candidatura alla migliore sceneggiatura non originale a Stephen Gaghan
- 2001 - Directors Guild of America
  - Candidatura DGA Award a Steven Soderbergh
- 2001 - Florida Film Critics Circle Award
  - Miglior film
  - Migliore regia a Steven Soderbergh
  - Miglior attore non protagonista a Benicio Del Toro
- 2002 - Grammy Award
  - Candidatura alla miglior colonna sonora a Cliff Martinez
- 2001 - Humanitas Prize
  - Candidatura Humanitas Prize a Stephen Gaghan
- 2001 - Imagen Foundation Award
  - Candidatura al miglior film
- 2002 - Kinema Junpo Award
  - Miglior film straniero
  - Miglior regista straniero a Steven Soderbergh
- 2001 - Motion Picture Sound Editors
  - Candidatura al miglior montaggio sonoro (Dialoghi e ADR) a Larry Blake e Aaron Glascock
- 2001 - National Society of Film Critics Award
  - Migliore regia a Steven Soderbergh
  - Miglior attore non protagonista a Benicio Del Toro
  - Candidatura al miglior film
- 2001 - Prism Award
  - Miglior film
- 2001 - Online Film Critics Society Award
  - Miglior attore non protagonista a Benicio Del Toro
  - Candidatura al miglior film
  - Candidatura alla migliore regia a Steven Soderbergh
  - Candidatura al miglior cast
  - Candidatura alla migliore sceneggiatura a Stephen Gaghan
  - Candidatura alla migliore fotografia a Steven Soderbergh
  - Candidatura al miglior montaggio a Stephen Mirrione
- 2000 - San Diego Film Critics Society Award
  - Miglior attore non protagonista a Benicio Del Toro
- 2001 - Phoenix Film Critics Society Award
  - Migliore regia a Steven Soderbergh
  - Candidatura al miglior film
  - Candidatura al miglior attore non protagonista a Benicio Del Toro
  - Candidatura alla migliore sceneggiatura a Stephen Gaghan
  - Candidatura alla migliore fotografia a Steven Soderbergh
  - Candidatura al miglior montaggio a Stephen Mirrione
- 2001 - Political Film Society
  - Candidatura PFS Award
  - Candidatura al miglior film
- 2001 - Teen Choice Award
  - Candidatura alla miglior performance rivelazione a Erika Christensen
- 2001 - Writers Guild of America
  - WGA Award a Stephen Gaghan
- 2000 - Toronto Film Critics Association Award
  - Migliore regia a Steven Soderbergh
  - Miglior attore a Benicio Del Toro
- 2001 - Vancouver Film Critics Circle
  - Miglior film
  - Migliore regia a Steven Soderbergh
  - Miglior attore a Benicio Del Toro
- 2001 - Young Hollywood Award
  - Miglior performance rivelazione maschile a Topher Grace
  - Miglior performance rivelazione femminile a Erika Christensen